# Rosie l'endiablée
Pour plus de détails, voir Fiche technique et Distribution.
Rosie l'endiablée (Sweet Rosie O'Grady)  est un film musical américain en Technicolor réalisé par Irving Cummings, sorti en 1943.

## Synopsis
Dans les années 1880, l'Américaine Madeleine Marlowe est la star du music-hall de Londres. Elle est fiancée au duc de Trippingham, mais tombe amoureuse de Sam MacKeever, un journaliste qui a révélé son passé de reine du strip-tease Rosie O'Grady. Pour se venger, Madeleine annonce que Sam est en fait son véritable prétendant. Commence alors une sorte de combat entre eux par journaux et spectacle interposés.

## Fiche technique
- Titre français : Rosie l'endiablée
- Titre original : Sweet Rosie O'Grady
- Réalisateur : Irving Cummings
- Scénario : Ken Englund d'après une histoire de William R. Lipman, Frederick Stephani et Edward Van Every
- Direction artistique : James Basevi et Joseph C. Wright
- Décorateur de plateau : Frank E. Hughes et Thomas Little
- Costumes : René Hubert et Sam Benson
- Photographie : Ernest Palmer
- Montage : Robert L. Simpson
- Musique : Leigh Harline, Charles Henderson, Cyril J. Mockridge et Herbert W. Spencer  (non crédités)
- Chorégraphe : Hermes Pan et Angela Blue (assistante)
- Production : William Perlberg
- Société de production et de distribution : Twentieth Century Fox
- Pays de production : États-Unis
- Langue : anglais
- Format : couleur (Technicolor)  - 35 mm - 1,37:1 - Son : mono (Western Electric Recording)
- Durée : 74 minutes
- Genre : Film musical
- Dates de sortie :
  - États-Unis : 1er octobre 1943
  - France : 7 janvier 1948

## Distribution
- Betty Grable : Madeleine Marlowe / Rosie O'Grady
- Robert Young : Sam MacKeever
- Adolphe Menjou : Thomas Moran
- Reginald Gardiner : Charles, Duc de Trippingham
- Virginia Grey : Edna Van Dyke
- Phil Regan : M. Clark
- Sig Ruman : Joe Flugelman
- Alan Dinehart : Arthur Skinner
- Hobart Cavanaugh : Clark
- Frank Orth : le chauffeur de Taxi
- Jonathan Hale : M. Fox
- George Cockerill : le chanteur

Acteurs non crédités
- Oliver Blake : White, l'artiste
- Robert Homans : Barney
- Herb Vigran : Photographe